# Брохівщина
Брохівщина (біл. вёска Брохаўшчына) — село в складі Молодечненського району Мінської області, Білорусь. Село підпорядковане Хожівській сільській раді, розташоване в західній частині області.